# Sobrado do Barão de Dourados
O Sobrado do Barão de Dourados atualmente abriga o Museu Histórico e Pedagógico Amador Bueno da Veiga criado na década de 1960. O sobrado foi construído no século XIX e está tombado pelo Instituto do Patrimônio Histórico e Artístico Nacional (IPHAN) e pelo Conselho de Defesa do Patrimônio Histórico, Arqueológico, Artístico e Turístico (Condephaat).

## Histórico

### Fundação
O nome do casarão provém de Amália Carolina de Mello e Oliveira Borges, baronesa de Dourados e seu marido José Luís Borges, 2.° barão de Dourados, responsáveis por construir o sobrado em 1863 para servir como residência da família.
O imóvel foi posteriormente alugado para ser o Grande Hotel D'Oeste, que mantinha na parte inferior do sobrado um armazém com o mesmo nome. Em 24 de setembro de 1922, passou a abrigar o Collégio Minervino e a Escola de Commercio de Rio Claro. Em 1924, os herdeiros de  José Luís Borges venderam o imóvel para o Coronel Joaquim Ribeiro dos Santos. No ano de 1926, foi inaugurado ali o Instituto Joaquim Ribeiro.
Em 1951, vieram ocupar as suas dependências duas repartições do Ministério da Guerra, a Junta de Alistamento Militar e posteriormente o Tiro de Guerra 02-040. Ambas as repartições ocuparam o prédio até o ano de 1964.

### Museu Histórico e Pedagógico Amador Bueno da Veiga
Em 1937, o sobrado passou a ser propriedade municipal e após obras de restauração entre 1967 e 1968, foi transformado no Museu Histórico e Pedagógico Amador Bueno da Veiga tendo recebido esse nome por sugestão feita pelo então Presidente do Instituto Histórico e Geográfico de São Paulo, Dr. Aureliano Leite.
Para recomeçar as suas atividades, por Decreto de 13 de abril de 1972, a Secretaria de Cultura, Esportes e Turismo designa a professora Ilara Luz Machado para montar, organizar e conservar o museu tendo sofrido outra obra de restauração nesse período.
Assim, logo depois desse Decreto Estadual autorizando a instalação do Museu, em 26 de dezembro do mesmo ano, pela Lei Municipal nº 835, a Prefeitura Municipal de Rio Claro cede ao Governo do Estado de São Paulo, por vinte anos prorrogáveis, o uso do prédio da Avenida 2, número 572, o Sobrado da Baronesa, para a sua instalação. Em 18 de dezembro de 1963, depois de receber parecer favorável do Engenheiro Dr. Luiz Saia, Chefe da Quarta Secção do SPHAN, Serviço do Patrimônio Histórico e Artístico Nacional, o edifício era assentado no Livro do Tombo Histórico, inscrição nº 364, fls. 59, processo 683 - T - 62, o que o transformava, então, em monumento nacional.
Em 20 de junho de 2010, o casarão foi danificado por um grande incêndio, restando apenas suas paredes. O casarão já encontra-se restaurado. Seu acervo não foi destruído porque encontram-se reunidos em outro casarão próximo à antiga Estação Ferroviária.

## Arquitetura
O sobrado foi construído em arquitetura colonial, feito em taipa de pilão e pau a pique, apresentando cinquenta cômodos. No passado, o pavimento térreo era usado para atividades comerciais como lojas e armazém de café, enquanto no pavimento superior, era utilizado como residência.